# Pinhead (chanson)
Pinhead est une chanson des Ramones se trouvant sur l'album Leave Home. Elle a été écrite  par Dee Dee Ramone. Elle a été  inspirée par le film La Monstrueuse Parade dont elle parodie un passage. Le slogan "Gabba gabba hey" (qui au même titre que "Hey Ho Let's Go" deviendra indissociable du groupe) fait référence à passage du film où un nain prononce "Gooble Goble we accept her one of us". Une phrase qui sera reprise aussi dans la chanson "Gabba Gabba we accept you one of us".